# NGC 6357

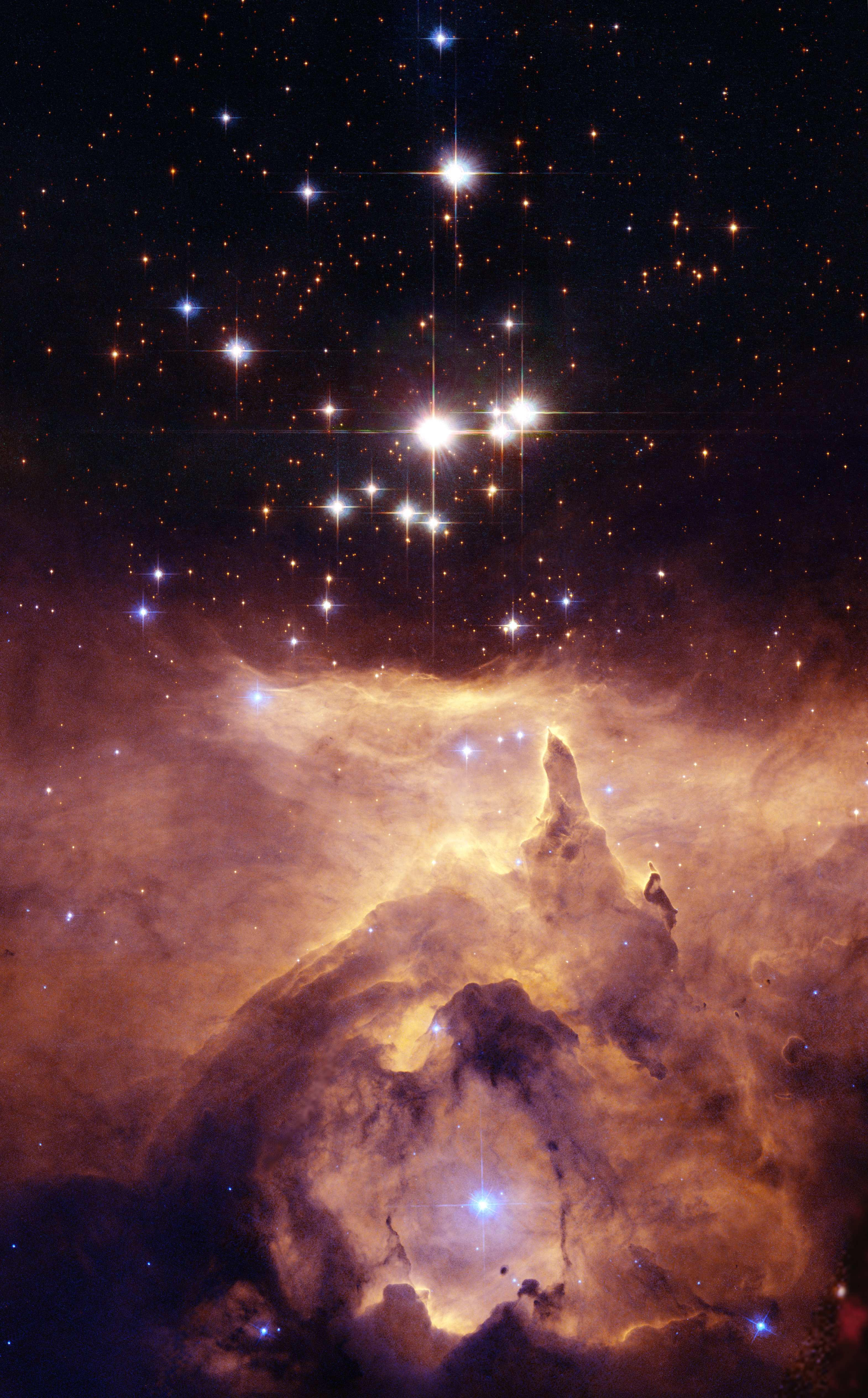
Imagen de Pismis 24-1 obtenida con el Telescopio Espacial Hubble (HST), el núcleo de NGC 6357.
Crédito: HST/NASA/ESA

NGC 6357 es una nebulosa difusa cercana a NGC 6334 en la constelación del Escorpión. Por su forma, esta nebulosa fue bautizada como Nebulosa de la Guerra y la Paz por los científicos del Midcourse Space Experiment. Su idea fue que en las imágenes infrarrojas, la parte brillante oriental se asemejaba a una paloma, mientras que la parte occidental se parecía a una calavera. 
La nebulosa contiene muchas estrellas en formación, sumergidas en discos oscuros de gas y polvo, y otras jóvenes que muestran capullos gaseosos retorcidos. Está cerca de la Nebulosa Pata de Gato

## Pismis 24
Esta nebulosa incluye al cúmulo abierto Pismis 24, que alberga varias estrellas masivas. Una de sus estrellas más brillantes, Pismis 24-1, fue catalogada como una de las estrellas más masivas conocidas, cercana a las 300 masas solares, pero dicho galardón fue perdido al ser descubierto que la estrella es al menos un sistema triple, con componentes individuales excediendo las 100 masas solares.